# シノワズリ

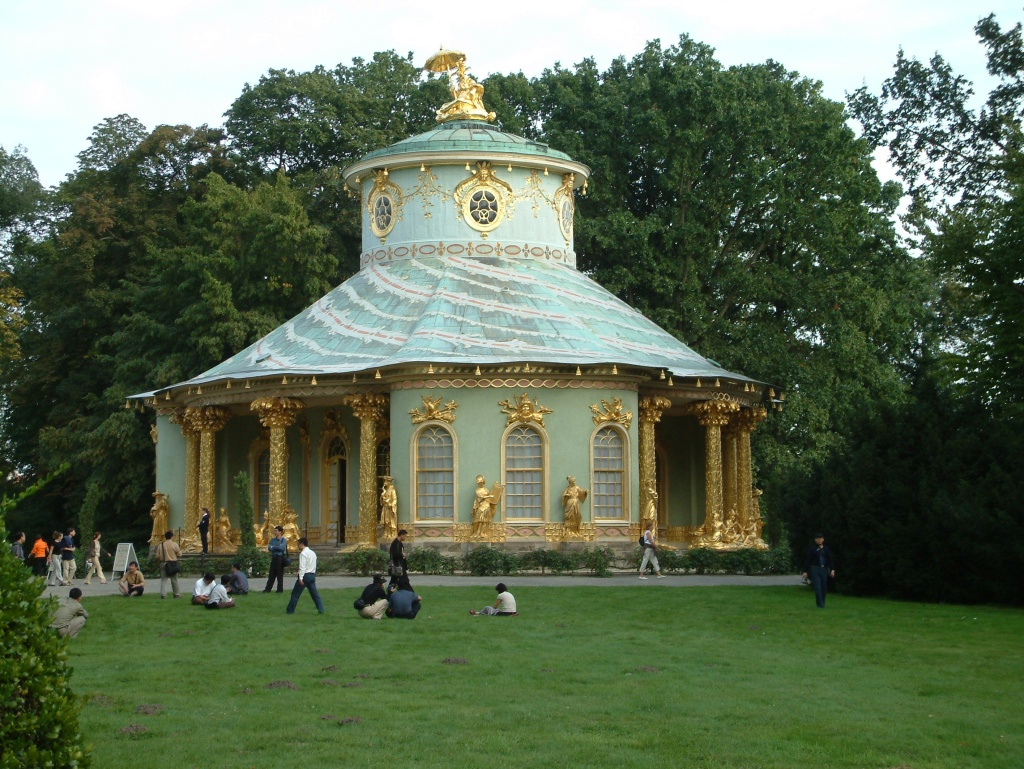
ポツダムにある中国風の建造物（Chinese House）

シノワズリ（仏: chinoiserie）は、ヨーロッパで流行した中国趣味の美術様式で、中国語を意味するフランス語「chinois（シノワ）」に由来する。
17世紀に初めて登場した。中国およびほかの東アジアで連綿と続けられてきた芸術に対するヨーロッパの解釈と模倣である。特に装飾芸術・庭のデザイン・建築・文学・演劇や音楽などを指す。当時はまだ見ぬ異国に対する関心が高く、ヨーロッパ各国が設立した東インド会社を通じて中国や日本の珍しい物産品が、次々と輸入されていた。中でも人気が高かったのは、中国の景徳鎮（けいとくちん）や日本の伊万里焼の陶磁器と、中国製の壁紙である。部屋の壁一面を景徳鎮や伊万里焼で装飾した「陶磁器の間」（有名なのはドイツのシャルロッテンブルグ宮殿のもの）が流行した。シノワズリ壁紙では花鳥風月や中国の日常生活が描かれている。
シノワズリは、中国およびほかの東アジア諸国との貿易の拡大化によって18世紀に人気を博し、その時代の中国・日本・朝鮮・タイ・ベトナム・モンゴルなどのアジア諸国の芸術とデザインに触発されたスタイルだった。1750年から1765年にかけて、このブームは最高潮に達した。18世紀の中ごろにロココ趣味と融合し、人気が最高潮となった。

## 解説
ルネサンスから18世紀に入るまで、西欧のデザイナー達は中国の陶磁器の洗練された技術を真似ようとしてきたが、一部で成功が見られただけだった。しかし、17世紀後半から、ティーセットに代表されるヨーロッパのファイアンス（彩色陶磁器）において、中国陶磁器の図案をそのまま真似る方法が始まり、これがロココ＝シノワズリとなって大きく流行した（1740年から1770年頃）。

フランソワ・ブーシェ　『中国の庭』（1742年）

17世紀初頭、東インド会社の活動が盛んだったオランダやイギリスなどの地域の芸術にシノワズリの兆候が現れはじめ、17世紀半ばにはポルトガルでも現れた。デルフトなどドイツの街で作られたスズ釉薬を用いた陶器には、17世紀以降は、まさしく明朝磁器の白地に青の装飾（青花）がほどこされていた。そしてマイセンの初期の陶器や、その他の磁器産地の製品は、中国の皿や花瓶や茶器の形状を正しく模倣していた。やがて、これが本物のシノワズリ装飾になると、幻想的な山水風景に蜘蛛の糸の橋がかかり、その中で中国の役人が花の日傘をさして、竜や鳳凰を背景に涼しげな竹の庵にもたれかかり、巻物の端からは猿が揺れる、というような幻想郷が描かれた。

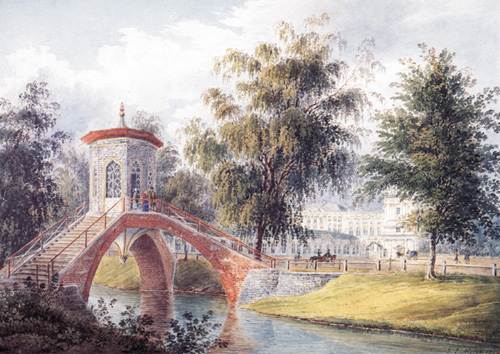
エカチェリーナ2世が作らせたツァールスコエ・セローにある中国村

ドイツやロシアでは、後期バロック様式やロココ様式の宮殿のパルテール（幾何学的にレイアウトされた花壇）に、中国風の別荘が建築された。マドリード近くのアランフエスの宮殿でも、壁面に中国風のタイルが使われている。また、 スウェーデンのドロットニングホルム宮殿やロシアのツァールスコエ・セローには、余暇を過ごす村の全てを中国風に装飾した中国村が作られた。トーマス・チッペンデールは、1753年から70年の頃、ガラス窓や縁取りを雷文細工で装飾した中国風のマホガニー・テーブルやキャビネットを製作した。これらは初期の清朝の学者向けの家具にそのまま忠実だったが、ジョージ王朝時代の中期には、イギリス紳士にもピッタリのサイドテーブルや四角く薄い背もたれのついた肘掛け椅子にも取り入れられた。シノワズリの主流となったのは、中国風のデザインだけではない。日本の漆工芸を真似たニスやスズめっき仕上げの器（デコパージュ）や、ジャン＝バティスト・ピルマンの彫版を印刷した壁紙、陶芸の人形やテーブル飾りも、当時の雑誌等はシノワズリとして取り上げた。

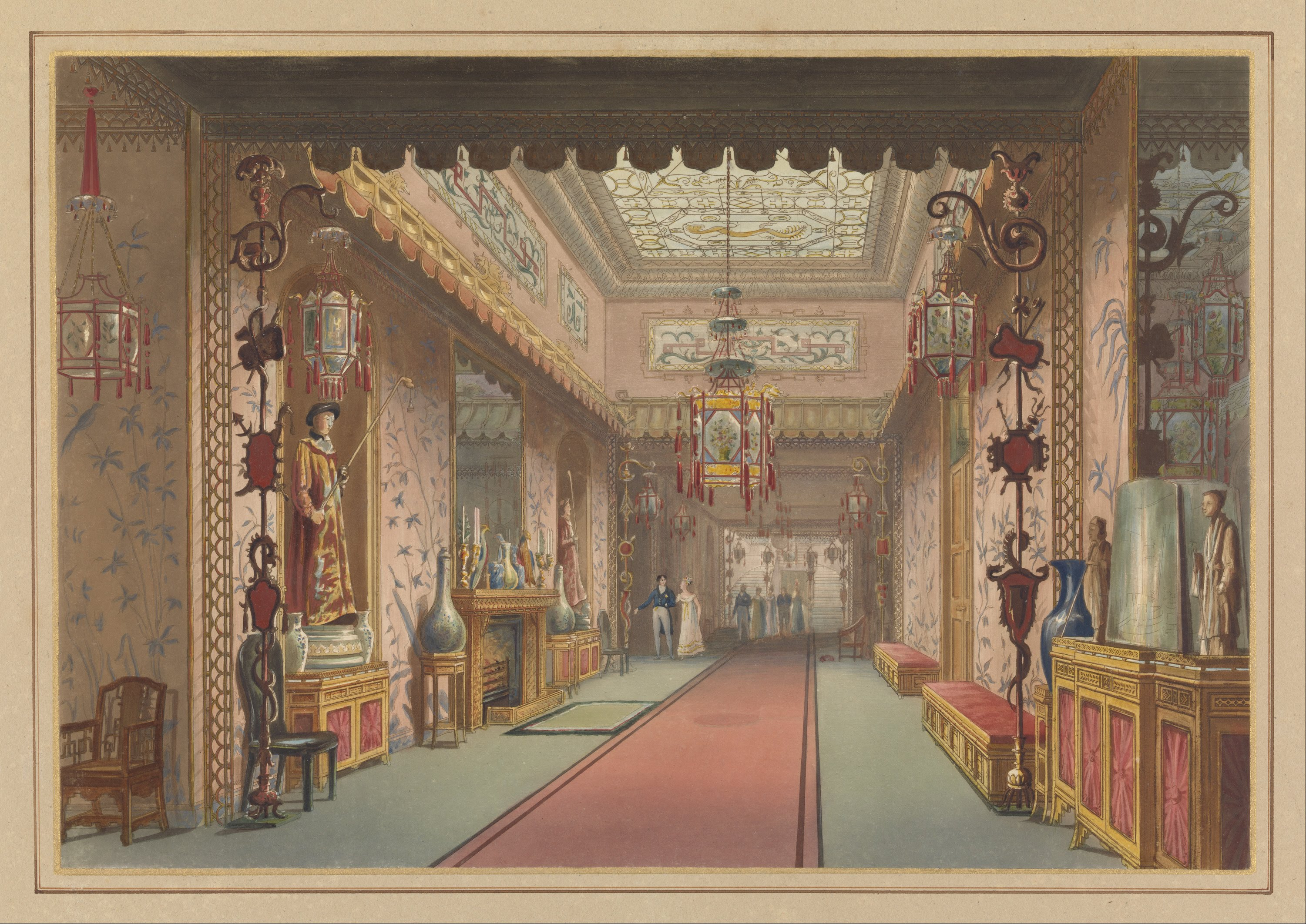
中国美術で飾られたロイヤル・パビリオンの回廊

マントルピースの上に小さな仏塔を飾ることが流行し、庭にはフルサイズの仏塔が据えられるようになった。ロンドンのキュー地区にあるキューガーデンには、ウィリアム・チェンバーズ卿が設計したグレート・パゴダが作られ、それと同じものがミュンヘンのイングリッシュ・ガーデンにも建てられた。1770年代以降には、写実性を重視した新古典主義が生まれ、オリエンタル風に大げさに装飾されたシノワズリ家具の流行は下火になった。とはいえ、イギリス王ジョージ4世がブライトンのロイヤル・パビリオンにおいて内装の中国工芸品に大金を投じ、ウスターの陶器工場が派手な伊万里焼の色絵磁器を真似て生産したようなケースもある。トロントのカサ・ロマのような豪邸では、壁紙には鳳凰を描きシノワズリ様式のベッドや陶磁器を備え、全てをシノワズリ様式にした客室を作ることがあった。
シノワズリという言葉は、ある種の中国を題材とした小説に対して「型にはまっている」と批判するときに用いられることがある（アーネスト・ブラマの「カイ・ルン」シリーズ、バリー・ヒューガートの「李高と十牛」シリーズなど）。